# Hans Joachim Schädlich

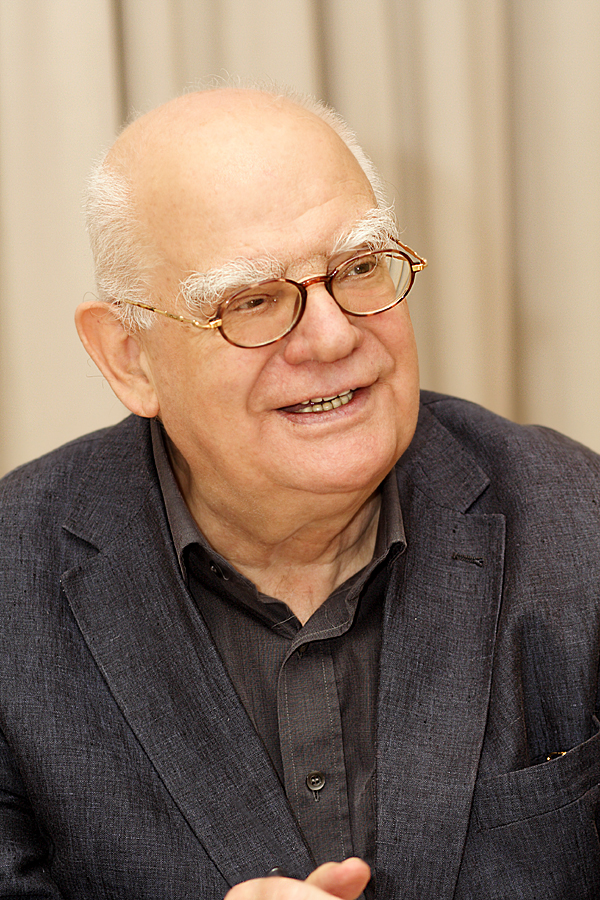
Hans Joachim Schädlich. Volkshochschule Krefeld, 17. September 2012. Lesung aus Sire, ich eile

Hans Joachim Schädlich (* 8. Oktober 1935 in Reichenbach im Vogtland) ist ein deutscher Schriftsteller. Seine ersten Texte entstanden in der DDR, konnten dort wegen ihrer Kritik an den gesellschaftlichen Verhältnissen jedoch nicht erscheinen. Seinen Debütband Versuchte Nähe publizierte 1977 der westdeutsche Rowohlt Verlag. Noch im gleichen Jahr übersiedelte Schädlich in die Bundesrepublik. Dort erschien 1986 sein erster Roman Tallhover. Nach der Wiedervereinigung erfuhr Schädlich im Jahr 1992 von der langjährigen Bespitzelung durch seinen Bruder im Auftrag des Ministeriums für Staatssicherheit. Als Reaktion schrieb er die Erzählung Die Sache mit B. Für seine Werke wurde er mit zahlreichen deutschen Literaturpreisen ausgezeichnet.

## Leben
Hans Joachim Schädlich ist der Sohn eines Kaufmanns. Sein älterer Bruder war der Historiker Karlheinz Schädlich, seine jüngere Schwester ist die Medizinerin Hannelore Dege. Schädlich besuchte die Volksschule in Reichenbach und höhere Schulen in Bad Saarow und Templin. Von 1954 bis 1959 studierte er Germanistik und Linguistik an der Humboldt-Universität zu Berlin und an der Universität Leipzig und schloss mit dem Staatsexamen ab. 1960 wurde er in Leipzig mit einer sprachwissenschaftlichen Arbeit (Phonologie des Obervogtländischen) zum Doktor der Philosophie promoviert. Von 1959 bis 1976 war er wissenschaftlicher Mitarbeiter der Akademie der Wissenschaften der DDR in Ost-Berlin.
Schädlich begann Ende der Sechzigerjahre mit dem Verfassen von Texten, deren hohe literarische Qualität zwar von Lektoren gewürdigt wurde, deren Veröffentlichung jedoch wegen der unverhohlenen Kritik, die Schädlich in seinen Arbeiten an den Zuständen in seinem Land übte, von der DDR-Zensur verhindert wurde. Doch auch „die Lektoren des Hinstorff Verlages müssen sich den Vorwurf gefallen lassen, an der Zermürbungstaktik beteiligt gewesen zu sein“, meint Krista Maria Schädlich, seine damalige Ehefrau, nach Sichtung seiner umfangreichen, stets hinhaltenden Korrespondenz mit dem Verlag. Zu Schädlichs einziger literarischer Öffentlichkeit wurden in diesen Jahren private Zusammenkünfte ost- und westdeutscher Schriftsteller in Ost-Berlin, die von Günter Grass initiiert worden waren und an denen Schädlich von 1974 an teilnahm.
Nachdem Schädlich im Dezember 1976 den Protest von DDR-Autoren gegen die Ausbürgerung Wolf Biermanns mit unterzeichnet hatte, wurde Schädlich seines Postens bei der Ost-Berliner Akademie enthoben; er war zudem zunehmenden Schikanen durch staatliche Stellen ausgesetzt. Seinen Lebensunterhalt konnte er sich nur noch als freiberuflicher Übersetzer verdienen. Beim Ministerium für Staatssicherheit lief gegen Schädlich ab 1976 ein operativer Vorgang unter dem Namen „Schädling“.
Von Grass vermittelt erschienen im August 1977 Schädlichs regimekritische Texte im westdeutschen Rowohlt Verlag unter dem Titel Versuchte Nähe. Der Band wurde von der westdeutschen Literaturkritik begeistert aufgenommen und begründete Schädlichs hohes Ansehen als Autor. In der DDR wurde der Druck auf ihn noch stärker; von Seiten des Schriftstellerverbandes der DDR wurde ihm „Staatsfeindliche Hetze“ und eine „Herabwürdigung“ der DDR vorgeworfen. Im Dezember 1977 wurde Schädlichs Ausreiseantrag stattgegeben, und er konnte mit seiner Familie in die Bundesrepublik Deutschland übersiedeln. Dort lebte er zuerst in Hamburg und in Dahlenburg; seit 1979 ist er in West-Berlin ansässig.
Die ersten Jahre in der Bundesrepublik waren laut Schädlich geprägt durch „Probleme der Entwurzelung und Orientierung“ und Pausen in der literarischen Produktion. Auch Schädlichs erste im Westen entstandene und 1984 veröffentlichte Prosasammlung Irgend etwas irgendwie hatte seinen Wechsel zwischen den beiden deutschen Staaten zum Thema. 1986 folgte Schädlichs erster Roman Tallhover, die fiktive Biografie eines politischen Polizeibeamten durch alle deutschen Staaten von der Mitte des 19. bis zur Mitte des 20. Jahrhunderts. Im zweiten Roman Schott wird die Suche nach einem Gegenüber zu einem sprachlichen Spiel mit der Fiktion und den Möglichkeiten. Er erschien 1992, Ruth Klüger nannte ihn ein „Meisterwerk“.

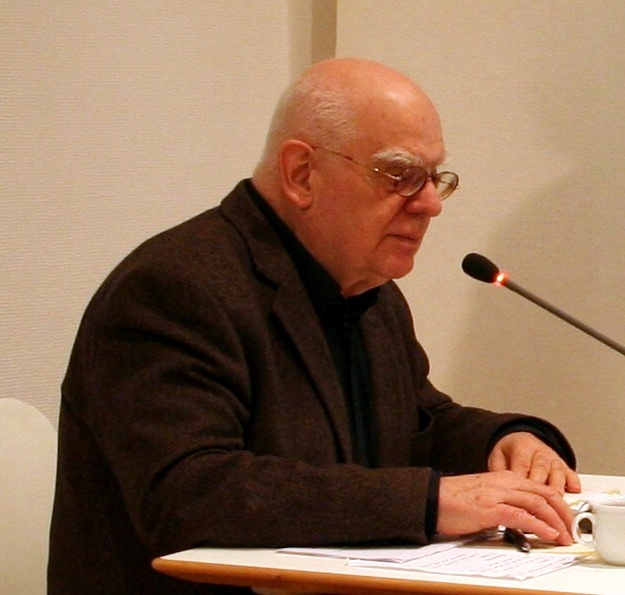
Hans Joachim Schädlich (2010)

Anfang 1992 gehörte Schädlich zu den ersten in der DDR verfolgten Künstlern und DDR-Bürgerrechtlern, die in der neu eingerichteten Gauck-Behörde Einsicht in ihre Stasi-Akten nahmen. Aus den Aufzeichnungen erfuhr Schädlich, dass sein älterer Bruder Karlheinz unter dem Decknamen IM „Schäfer“ als inoffizieller Mitarbeiter des Ministeriums für Staatssicherheit über ihn und andere Personen, darunter auch über Günter Grass, Informationen gesammelt und Berichte angefertigt hatte. Schädlich arbeitete die Beziehung zu seinem Bruder noch im gleichen Jahr in der Erzählung Die Sache mit B. auf.
Im Jahr 1995 war Schädlich auf Einladung von Wulf Segebrecht Inhaber der Bamberger Poetikprofessur, in deren Folge ein Band mit Auskünften von und über Hans Joachim Schädlich erschien.
Hans Joachim Schädlich ist Mitglied der Deutschen Akademie für Sprache und Dichtung in Darmstadt. Aus dem P.E.N.-Zentrum Deutschland trat er 1996 im Zuge der Auseinandersetzungen um die Vereinigung von Ost- und Westsektion gemeinsam mit anderen DDR-Dissidenten aus.
Seinen 2018 erschienenen Roman Felix und Felka über das Künstlerehepaar Felix Nussbaum und Felka Platek verstand Schädlich nicht nur als eine „Klage gegen das Naziregime“, sondern ebenso als „Klage gegen Antisemitismus und antijüdische Hetze in der deutschen Gegenwart“.
Schädlich ist Vater eines Sohnes und zweier Töchter. Eine von ihnen ist die Kuratorin Anna Schädlich, die andere die Schriftstellerin Susanne Schädlich, die im Jahr 2009 ihre Familiengeschichte in der autobiografischen Erinnerung Immer wieder Dezember. Der Westen, die Stasi, der Onkel und ich veröffentlichte.
Schädlichs Vorlass liegt im Deutschen Literaturarchiv Marbach. Teile davon sind im Literaturmuseum der Moderne in Marbach in der Dauerausstellung zu sehen.

## Werk
Hans Joachim Schädlich betrachtet sich selbst nicht als Teil der DDR-Literatur, auch wenn er zum Teil in deren Kontext besprochen wird. Wolfgang Emmerich wertete, dass Schädlich sich nie von einer ideologischen oder ästhetischen Prägung durch die DDR habe lösen müssen, sondern „von Beginn an luzide, sprachmächtig, souverän gewesen“ sei.
Schädlichs schriftstellerischen Werdegang von Versuchte Nähe bis Schott sah Theo Buck als einen Weg von der Annäherung zur Distanzierung. Der erste Erzählband versuche, eine Nähe zu den gesellschaftlichen Realitäten in der DDR herzustellen. Dabei stelle er exemplarische Sachverhalte dar und verdeutliche sie unter einem akribischen, durchdringenden Blick, bis sich für den Leser neue, aufklärende oder entlarvende Erkenntnisse ergeben. Seit dem ersten Roman Tallhover halte eine stärkere Fiktionalität in Schädlichs Werk Einzug. Gleichzeitig werde durch eine gewachsene Distanz des Autors zu seinem Gegenstand bis hin zu einer künstlichen Hauptfigur eine größere erzählerische Phantasie und Ironie ermöglicht. In Schott treibe Schädlich den Prozess der Distanzierung weiter voran, führe zwischen den Protagonisten und den Leser die Ebene eines kommentierenden Verfassers ein und nutze die Hauptfigur zu einem sprachlichen Spiel mit den Möglichkeiten.
An den psychologischen Prozessen in seinen Protagonisten sei Schädlich laut Walter Hinck nur selten interessiert. Er stelle kaum innerseelische Vorgänge dar, worin er in der Verwandtschaft zu Alfred Döblin oder Bertolt Brecht stehe. Dabei ziele Schädlichs Sprache nicht auf leichte Verständlichkeit. Sie baue für den Leser Widerstände ein, das Vertraute wurde durch seinen Blick fremd, müsse vom Leser erst wieder neu eingeordnet werden. Schädlich neige zu Umschreibungen und parabolischen Verfremdungen. So lautete auch eine Kritik in der DDR an Schädlichs Texten, ihr Inhalt sei zu sehr verschlüsselt.
Schädlich selbst beschrieb in seinem Essay Literatur und Widerstand die Widerstandskraft von Literatur: „Das kann das Beharren auf einem Stoff, einem Gegenstand sein, der der leichten Sagbarkeit widersteht. Also der Widerstand gegen – je nach den Verhältnissen – Modisches oder Genehmes […] Das kann der Widerstand der sprachlichen Form gegen billige Konsumierbarkeit sein, ein Widerstand, der durch Arbeit an der Sprache geleistet wird.“

## Auszeichnungen
- 1977: Rauriser Literaturpreis
- 1979: Förderpreis des Andreas-Gryphius-Preises
- 1986: Marburger Literaturpreis
- 1989: Brüder-Grimm-Professur
- 1989: Thomas-Dehler-Preis
- 1992: Johannes-Bobrowski-Medaille
- 1992: Heinrich-Böll-Preis
- 1995: Hans-Sahl-Preis
- 1995: Bamberger Poetikprofessur
- 1996: Kleist-Preis
- 1998: Schiller-Gedächtnispreis
- 2003: Lessing-Preis des Freistaates Sachsen
- 2004: Hoffmann-von-Fallersleben-Preis
- 2005: Samuel-Bogumil-Linde-Preis
- 2007: Großen Literaturpreis der Bayerischen Akademie der Schönen Künste
- 2007: Preis der SWR-Bestenliste
- 2007: Literaturpreis der Stadt Bremen
- 2010: Corine – Internationaler Buchpreis
- 2010: Calwer Hermann-Hesse-Stipendium
- 2011: Joseph-Breitbach-Preis (Laudatio: Ruth Klüger[16])
- 2014: Berliner Literaturpreis
- 2014: Bundesverdienstkreuz[17]
- 2019: Erich-Loest-Preis, insbesondere für Felix und Felka

## Werke

### Literarische Werke
- Versuchte Nähe. Reinbek 1977, ISBN 3-498-06125-9.
- Der Sprachabschneider (mit Amelie Glienke). Reinbek 1980, ISBN 3-498-06139-9.
- Irgend etwas irgendwie. Assenheim 1984, ISBN 978-3-924-24304-3.
- Mechanik. Assenheim 1985, ISBN 978-3-924-24309-8.
- Tallhover. Reinbek 1986, ISBN 3-498-06172-0.
- Ostwestberlin. Reinbek 1987, ISBN 3-498-06218-2.
- Deutsche im deutschen Exil? Reihe: Brüder Grimm-Vorlesungen, 1. Gesamthochschul-Bibliothek, Kassel 1988, ISBN 3-88122-449-1.
- Kriminalmärchen und andere Geschichten. Weilheim 1991.
- Schott. Reinbek 1992, ISBN 3-498-06234-4.
- Über Dreck, Politik und Literatur. Berlin 1992, ISBN 3-627-80007-9.
- Die Sache mit B. In: Kursbuch, Heft 109, Nr. 9, 1992, S. 81–89.
- Mal hören, was noch kommt. Jetzt, wo alles zu spät is. Zwei Erzählungen. Reinbek 1995, ISBN 3-498-06302-2.
- Der Kuckuck und die Nachtigall. Göttingen 1996, ISBN 3-89244-218-5.
- Vertrauen und Verrat. Göttingen 1997, ISBN 3-89244-247-9.
- Trivialroman. Reinbek 1998, ISBN 3-498-06326-X.
- Gib ihm Sprache. Reinbek 1999, ISBN 3-498-06339-1.
- Zwischen Schauplatz und Elfenbeinturm. Göttingen 2001, ISBN 3-89244-492-7.
- Anders. Reinbek 2003, ISBN 3-498-06354-5.
- Der andere Blick. Aufsätze, Reden, Gespräche. Hans Georg Heepe (Hrsg.) Reinbek 2005, ISBN 978-3-499-23945-8.
- Vorbei. Drei Erzählungen. Reinbek 2007, ISBN 978-3-498-06379-5.
- Kokoschkins Reise. Reinbek 2010, ISBN 978-3-498-06401-3.
- Sire, ich eile. Voltaire bei Friedrich II. Eine Novelle. Reinbek 2012, ISBN 978-3-498-06416-7.
- Narrenleben. Reinbek 2015, ISBN 978-3-498-06428-0.
- Catt. Ein Fragment. Berlin 2015, ISBN 978-3-95732-123-7.
- Felix und Felka. Reinbek 2018, ISBN 978-3-498-06437-2.
- Die Villa. Hamburg 2020, ISBN 978-3-498-06555-3.
- Das Tier, das man Mensch nennt. Hamburg 2023, ISBN 978-3-498-00232-9.

### Sprachwissenschaftliche Publikationen
- Untersuchungen über die deutsche Satzintonation. Zusammen mit Alexander W. Issatschenko. Berlin 1964.
- Phonologie des Ostvogtländischen. Berlin 1966.
- Zur phonetischen und phonologischen Untersuchung prosodischer Merkmale. Zusammen mit Heinrich Eras und John Pheby. Berlin 1969.
- A Model of Standard German Intonation. 1970.
- Phonologische Studien zur Sprachschichtung. Berlin 1973.

### Herausgeberschaft
- Gedichte aus Belgien und den Niederlanden. Berlin 1977.
- Dichter predigen in Schleswig-Holstein. Stuttgart 1991, ISBN 3-87173-822-0.
- Protokoll eines Tribunals. (Zusammen mit Joachim Walther, Wolf Biermann, Günter de Bruyn, Jürgen Fuchs, Christoph Hein und Christa Wolf.) Reinbek bei Hamburg 1991.
- Aktenkundig. Berlin 1992, ISBN 3-87134-057-X.

### Übersetzungen
- Paul Biegel: Die Gärten von Dorr. Berlin 1973.
- Marc Braet: Mein endlos beflaggtes Schiff. Berlin 1980.
- Jaap ter Haar: Behalt das Leben lieb. München 1980.
- Jaap ter Haar: Ich spür die Sonne auf meinem Gesicht. Berlin 1977.